# Montenegrijns-Orthodoxe Kerk

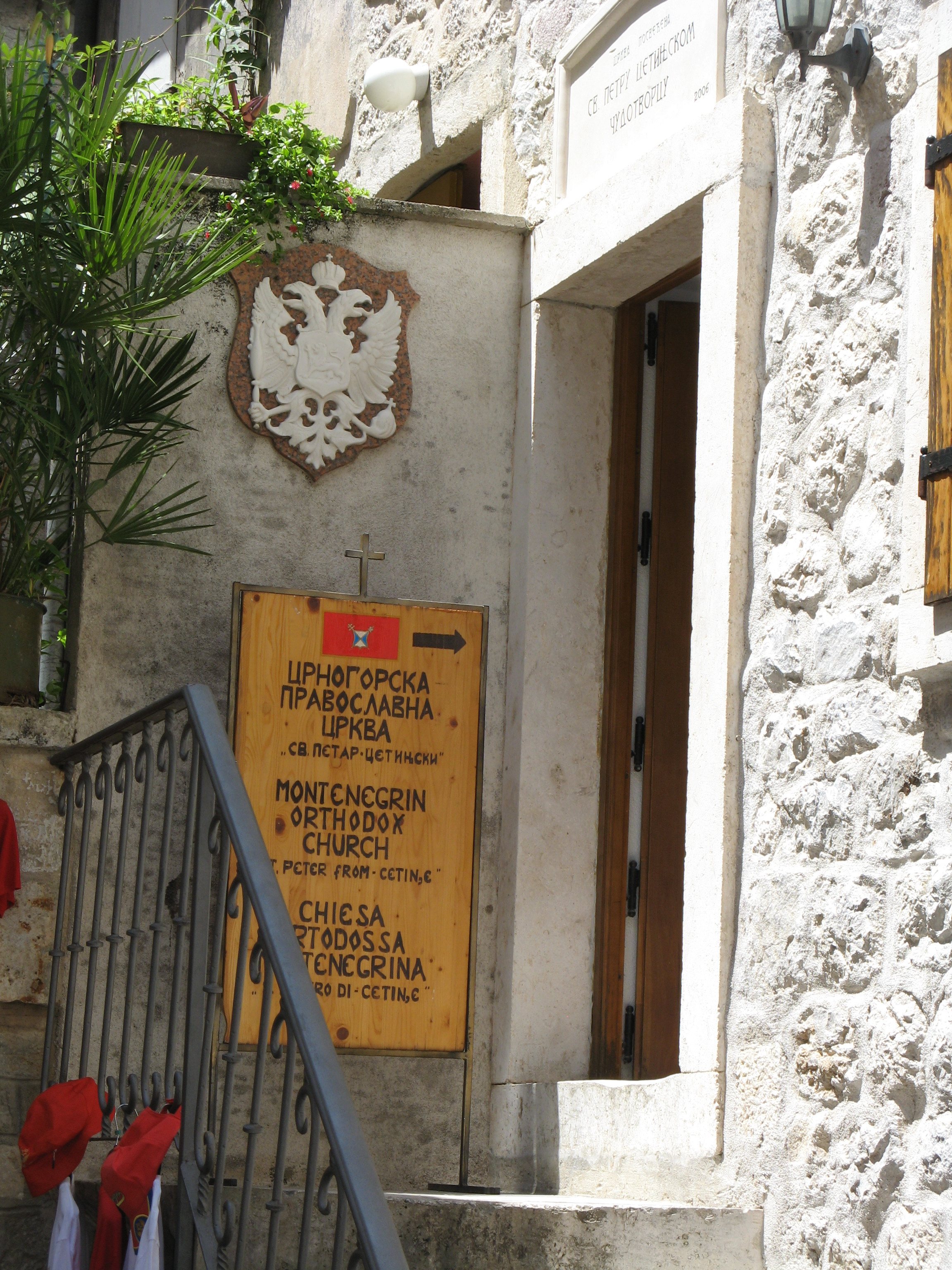
Kerk van Sint Petrus van Cetinje in Kotor

De Montenegrijns-Orthodoxe Kerk (Montenegrijns: Црногорска православна црква, Crnogorska pravoslavna crkva) behoort tot de oosters-orthodoxe kerken. Naar eigen opvatting is de kerk autocefaal, maar wordt als zodanig niet erkend door de meeste andere oosters-orthodoxe kerken. Miraš Dedeić (*1938) is de aartsbisschop van Cetinje en metropoliet van Montenegro. De meeste inwoners in Montenegro behoren tot de Servisch-Orthodoxe Kerk, slechts een kleine minderheid (ca. 10%) behoort tot de Montenegrijns-Orthodoxe Kerk.

## Geschiedenis
Een Montenegrijns-Orthodoxe Kerk bestond ten tijde van het Koninkrijk Montenegro, maar verdween na de inlijving van Montenegro door Servië in 1920. Tijdens de Tweede Wereldoorlog trachtten met de as-mogendheden collaborerende Montenegrijnse nationalisten de Montenegrijns-Orthodoxe Kerk weer nieuw leven in te blazen, maar deze poging liep op niets uit. In 1993 werd de autocefaliteit van de Montenegrijns-Orthodoxe Kerk hersteld en werd Antonije Abramović, tot dan toe priester van de Servisch-Orthodoxe Kerk, metropoliet van de Montenegrijns-Orthodoxe Kerk. Deze stap stuitte op ernstig verzet van de Servisch-Orthodoxe Kerk in Montenegro en erkenning binnen de oosters-orthodoxe kerken wereldwijd bleef vrijwel uit. De stap werd echter begroet door Montenegrijnse nationalisten die de Montenegrijnen niet zagen als etnisch Servische bevolkingsgroep. In de beginjaren werd de kerk vooral gesteund door de Liberale Alliantie van Montenegro, een partij die tegenstander was van de personele unie van Servië en Montenegro en streefde naar een onafhankelijke Montenegrijnse staat.
Na het overlijden van metropoliet Abramović in 1996 werd Miraš Dedeić tot diens opvolger gekozen (1997). Tijdens de spanningen tussen Montenegro en Servië in de late jaren negentig ontving de Montenegrijns-Orthodoxe Kerk steun van de Montenegrijnse regering. 
Tijdens de politieke onlusten in 2019 en 2020 werd de Montenegrijns-Orthodoxe Kerk gelinkt aan de prowesterse regering, terwijl de Servisch-Orthodoxe Kerk werd gezien als een verlengstuk van de oppositie.

## Erkenning
De Montenegrijns-Orthodoxe Kerk wordt maar door een beperkt aantal oosterse kerken erkend als autocefaal. Een van de kerken die overgingen tot erkenning was de Oekraïens-Orthodoxe Kerk patriarchaat van Kiev Dit kerkgenootschap hield echter als gevolg van een fusie in 2018 op te bestaan. Daar komt nog bij dat Oekraïens-Orthodoxe Kerk patriarchaat van Kiev zelf ook erkenning ontbeerde. Een andere oosterse kerk, de Bulgaars-Orthodoxe Kerk - Alternatieve synode, heeft de Montenegrijnse kerk ook erkend, maar deze kerk in wordt zelf ook niet erkend. Voor de overige oosterse kerken die de Montenegrijns-Orthodoxe Kerk erkennen als autocefaal, geldt hetzelfde.